# آنتونیو پانگالو
آنتونیو پانگالو (انگلیسی: Antonio Pangallo؛ زادهٔ ۴ فوریهٔ ۱۹۹۰) بازیکن فوتبال اهل آلمان است.
از باشگاه‌هایی که در آن بازی کرده‌است می‌توان به باشگاه فوتبال اولم ۱۸۴۶ و باشگاه فوتبال بایرن مونیخ ۲ اشاره کرد.